# Eddy Antoine
Eddy Antoine (* 27. August 1949) ist ein ehemaliger haitianischer Fußballspieler.

## Karriere

### Verein
In Haiti spielte Antoine für den Rekordmeister RC Haïtien. Später setzte er seine Karriere in den Vereinigten Staaten fort und spielte dort für die New Jersey Brewers und Chicago Sting.

### Nationalmannschaft
Bei der Qualifikation zu der WM 1974 wurde er dreimal eingesetzt und war auch bei Haitis WM-Teilnahme im Jahr 1974, welche in Deutschland stattfand, im Kader. Bei der WM bestritt er alle drei Vorrundenspiele, schied aber mit seinem Land aus.
Anschließend war er auch bei der Qualifikation zu der WM 1978 im Kader und bestritt sieben Spiele.
| Personendaten    | Personendaten                |
| ---------------- | ---------------------------- |
| NAME             | Antoine, Eddy                |
| KURZBESCHREIBUNG | haitianischer Fußballspieler |
| GEBURTSDATUM     | 27. August 1949              |
| GEBURTSORT       | Haiti                        |